# Rio Grande (Rio Grande do Sul)
Rio Grande ist eine brasilianische Großstadt mit 208.641 Einwohnern (2016) im Bundesstaat Rio Grande do Sul. Die Stadt liegt an der Mündung der Lagoa dos Patos zwischen den Städten Santa Vitória do Palmar im Süden und Pelotas im Norden, die einst zum Gebiet der Stadt gehört hatten. Das Gemeindegebiet erstreckt sich im Süden bis an die Lagoa Mirim.

## Geschichte
Die 1737 gegründete Stadt, zunächst als befestigter Platz zum Schutz der portugiesischen Kolonie gegen französische Korsaren, ist die älteste des Bundesstaats. Damals hielt man die Lagoa dos Patos noch für einen großen Fluss – nichts Anderes bedeutet Rio Grande – und so erhielt die Stadt ihren Namen. 1751 erhielt die Siedlung den Status einer „Vila“. Zwischen 1835 und 1845 war sie die Hauptstadt der damaligen Provinz São Pedro do Rio Grande do Sul. Denn während der Farrapen-Revolution (1835–1845) war deren Präsident, Antônio Rodrigues Fernandes Braga, gezwungen, vor den Aufständischen aus der Hauptstadt Porto Alegre nach Rio Grande zu fliehen. Aus diesem Grund wurde die Vila 1835 zur Stadt (ciudade) erhoben.
Im Jahr 1971 wurde die Stadt Sitz des neu errichteten römisch-katholischen Bistums Rio Grande. Die 1756 geweihte Pfarrkirche São Pedro wurde zur Kathedrale des Bistums erhoben.

## Hafen, Wirtschaft, Infrastruktur
Die Stadt liegt nicht weit entfernt von der Grenze zu Uruguay im äußersten Süden des Landes. Sie besitzt mit dem Superporto am Eingang der Lagoa dos Patos einen der größten Seehäfen Brasiliens. Der Hafen besteht aus einem Containerterminal TECON, der seit 1997 durch die private Schifffahrtsgruppe WILSON Sons (bzw. WILPORT) betrieben wird. Im Jahre 2007 wurden hier 363.150 Container umgeschlagen (Quelle:WILPORT).
Neben dem Containerterminal TECON im Superporto gibt es auch noch den alten und neuen Hafen (Port velho, Porto novo). Während der Porto Velho mehr und mehr für touristische Zwecke und Kreuzfahrtschiffe genutzt wird gibt es im Bereich des Porto Novo, Superporto und São José do Norte Velho noch andere Hafenumschlagsinstallationen für rollende Ladung (RoRo-Schiffe), Düngemittel, Getreide und flüssiges Massengut sowie für Forstprodukte und Stückgut. Auch gibt es hier noch einen Fischereihafen.
Seit 1937 gibt es in der Stadt auch eine Erdölraffinerie des Unternehmens Ipiranga.
Der Flughafen Rio Grande liegt im südlichen Stadtgebiet. Nördlich davon befindet sich der Campus der Universidade Federal do Rio Grande (FURG).

## Söhne und Töchter der Stadt
- Antônio de Sousa Neto (1803–1866), Politiker und Militär
- Joaquim Marques Lisboa, Marquês de Tamandaré (1807–1897), Admiral
- Mário de Miranda Vilas-Boas (1903–1968), römisch-katholischer Geistlicher, Erzbischof von Paraiba
- Chinesinho (1935–2011), Fußballspieler und -trainer
- Leonel Bolsonello (* 1966), Fußballspieler

## Nachweise
1. ↑  Schätzung IGBE, abgerufen am 3. August 2017
2. ↑  Refinaria Riograndense, (portugiesisch), abgerufen am 3. August 2017